# Jácome de Bruges
Jácome de Bruges (Bruges, Flandres, c. 1418 — ?, c. 1472), em flamengo Jacob van Brugge, foi o 1.º capitão donatário na ilha Terceira. Seria um mercador e homem de negócios flamengo, dotado de espírito aventureiro, que viveu em Ourense (Galiza) e depois, durante cerca de 20 anos, na cidade do Porto. Em 1450 recebeu do infante D. Henrique, em atenção a serviços que lhe havia prestado, a doação da capitania da ilha Terceira, com a obrigação de a povoar. Em consequência, liderou as primeira tentativas de povoamento da ilha, inicialmente com pouco sucesso. Fundou os povoados que deram origem à Vila de São Sebastião e à Praia da Vitória. Desapareceu, morto provavelmente durante uma viagem marítima, cerca de 1472, tendo o seu falecimento originado um longo pleito pela sucessão na capitania.

## Biografia
São escassos os dados biográficos conhecidos sobre Jácome de Bruges. Estima-se que terá nascido em Bruges, então parte do condado da Borgonha, por volta de 1418, mas os dados existentes apenas permitem com razoável certeza circunscrever o nascimento ao período que vai de 1415 a 1420. 
Terá saído muito cedo da Flandres, tendo-se inicialmente fixado em Ourense, na Galiza, de onde passou nos inícios do segundo quartel do século XV para a cidade do Porto, onde viveu durante mais de 20 anos. Esteve ao serviço do Infante D. Henrique, o qual por carta passada em Silves a 2 de março de 1450, declara «que por alguns serviços, que do dito Jácome de Bruges tenho recebidos» concedia a este seu servidor a doação da capitania da ilha Terceira (ao tempo designada na carta de doação por «ilha de Jesus Cristo, terceira das ditas ilhas»). Foi assim o primeiro capitão do donatário naquela ilha, com a incumbência de a governar em nome do donatário seu senhor, dirigir localmente o povoamento e distribuir terras em regime de sesmaria pelos primitivos povoadores.
Apesar de ter recebido a capitania da ilha Terceira em 1450, durante cerca de uma década não conseguiu quem se dispusesse a partir com ele para aquela ilha, limitando-se ao lançamento de gados e a algumas viagens de exploração. Apesar dos seus esforços, dez anos mais tarde a ilha continuava sem gente, pelo que infante D. Henrique, na disposição testamentária pela qual transferiu a tarefa de povoamento para o seu sobrinho, o infante D. Fernando, duque de Viseu, datada de 1460, afirmava que a ilha continuava por povoar.
A partir de 1460 a orientação das operações de povoamento passou para a esfera do donatário, deixando de estar confiada a um privado, considerando que Jácome de Bruges não cumprira aquilo a que se obrigara ao receber a capitania. O infante D. Fernando dividiu a ilha em duas capitanias, encarregando homens da sua confiança da tarefa de a povoar. Jácome de Bruges ficou com o campo de acção reduzido, mas ainda assim manteve papel relevante no processo.
A partir de 1460, Jácome de Bruges instalou-se na parte da Praia, onde parece ter exercido a sua jurisdição sem oposição inicial. Contudo, a divisão da ilha em duas capitanias, uma com sede na Praia e outra com sede em Angra, criou um quadro que não seria do seu agrado, contando com a oposição de Álvaro Martins Homem, chegado à Terceira cerca de 1461 e responsável pela jurisdição de Angra, e de Diogo de Teive, que, vindo da ilha da Madeira a convite de Jácome de Bruges, servia na Terceira como seu ouvidor. As diferenças existentes entre eles levaram a  infanta D. Beatriz, tutora do donatário por morte do infante D. Fernando, a ordenar que Afonso Gonçalves Antona, natural de Almeida e criado da casa daquela senhora, visitasse a Terceira, para tentar reconciliar Jácome de Bruges e Álvaro Martins Homem.
Faleceu muito provavelmente em 1472, embora alguns autores apontem, sem provas e contraditando notícias coevas, o ano de 1474 (o que é impossível, pois nesta data a capitania é dada a Álvaro Martins Homem, no termo de um processo em que foi dadao prazo para que fosse dada conta do paradeiro de Jácome de Bruges). A sua morte ocorreu em circunstâncias para as quais as fontes apresentam diversas possibilidades. Algumas referem que, indo o capitão ao reino buscar a mulher e uma filha, ou a caminho da Flandres, onde pretendia reclamar uma herança, a caravela em que viajava naufragou. Outros afirmam que Jácome de Bruges foi assassinado, antes sequer de partir ou durante a viagem. O seu desaparecimento coincidiu com uma viragem na hierarquia dos poderes na ilha Terceira.
Com o seu falecimento desencadeou-se um complexo pleito pela suxessão na capitania, inicialmente decidida por uma carta da infanta D. Beatriz, datada de Évora aos 17 de fevereiro de 1474, que atribuiu a capitania a Álvaro Martins Homem, transferido da capitania de Angra para a capitania da Praia. A decisão foi longamente contestada nos tribunais por Duarte Paim, marido de Antónia Dias de Arce, a filha mais velha de Jácome de Bruges, e por um seu filho, aparentemente ilegítimo, Pero Gonçalves, nascido na Galiza. A decisão final do caso foi desfavorável às pretensões dos descendentes de Bruges, que perderam em definitivo a capitania.
Jácome de Bruges figura, por direito próprio, na galeria daqueles a quem se deve o arranque da ocupação humana dos Açores. Foi o responsável pela instalação da primeira câmara municipal na ilha, com João Coelho, João da Ponte, João Bernardes e João Leonardes, que para ela (ilha) havia levado consigo do reino de Portugal. Esta câmara funcionou na localidade do Porto Martins, no sítio ainda hoje denominado Canto da Câmara. Foi também o responsável pela construção da Ermida de Santa Ana, na freguesia de São Sebastião, actualmente Vila de São Sebastião, então Ribeira de Frei João, bem como da Igreja de Santa Cruz, da Praia da Vitória.

### Possíveis Origens
Não há menção à Jacob van Brugge nas fontes de Bruges. Na época em que viveu não havia registros paroquiais, estes viriam apenas 150 anos depois. Por conta disso, não podemos afirmar o nome de seus pais com certeza. Além disso, ele não é citado em documentos administrativos ou fatos históricos. Contudo, fontes portuguesas suas contemporâneas dizem explicitamente que Jacob era nobre, oriundo de uma rica e renomada família de Bruges. Gaspar Frutuoso chama Jacob de fidalgo (Saudades da Terra,Vol. VI, capítulos I e VII, p. 12 e 62), o que é corroborado por Diogo das Chagas (Espelho Cristalino, p. 217 e 298), e Manuel Luís Maldonado o chama de cavalhero (Fenis Angrense, Vol. 1, p. 77.)
Em seu curto artigo de 1992, Vlaamse Families op de Azoren, André Vandewalle, arquivista chefe de Bruges desde 1983, escreve "não está claro se Jacob possuía parentesco com a nobre família  van Gruuthuse van der Aa van Brugge (ou simplesmente de Bruges). É possível que em Portugal, ele não fosse conhecido por seu apelido de família, mas sim por seu local de nascimento." Essa parece ser uma conclusão lógica para o período do estudo, quando pouco se sabia sobre a vida de Jacob. O genealogista flamengo, André Claeys, argumenta que teria sido essa interpretação que influenciou António Ornelas Mendes e Jorge Forjaz ao questionarem a ascendência aristocrática de Jacob van Brugge. Todavia, lhe parece intelectualmente injusto ignorar as fontes portuguesas.
Isto posto, Claeys especula que Jacob seria um irmão mais velho de Luís de Gruuthuse, 1.º conde de Winchester, da rica família de Gruuthuse da região de Bruges, cujo avô Jean III van der Aa van Gruuthuse participou do grande torneio de Bruges em 11 de Março de 1393. Em contrapartida, o historiador francês, Jacques Paviot, sugere que Jacob era na verdade um membro ilegítimo da família Gruuthuse. Nota-se que o colonizador e primo distante dos Gruuthuse, Josse van Aertrycke (do qual podemos atestar a nobreza com precisão) também se fixou nos Açores, o que parece reinforçar a conexão de Jacob com esta linhagem. Ademais, o apelido «de Bruges» só foi retomado pelos descendentes de Jacob nos finais do século XVIII, na geração da mãe do morgado Teotónio de Ornelas Bruges, 1.º visconde de Bruges e 1.º conde da Praia. O que indica que seus descendentes não reconhecessem ou fossem ignorantes a um parentesco com a família Gruuthuse. 
Por fim, segundo outra hipotése, Jácome de Bruges seria Josué van den Berg, ou Josse van den Berg, o que não parece colher, já que Josse seria José e «van den Berg» dificilmente seria traduzido para Bruges.

### Genealogia
Jácome de Bruges casou com Sancha Rodrigues de Arce, ou Sancha Dias de Toar, de quem teve descendência, nomeadamente uma filha por nome Antónia Dias, que casou no reino com Duarte Paim. Sancha Dias foi dama da infanta D. Beatriz, e, por falecimento de seu marido, em torno de 1472, em circunstâncias misteriosas, freira professa num convento do Reino de Portugal.
Deste casamento nasceram: 
1. Antónia Dias de Arce, que não sucedeu na capitania-donataria da ilha Terceira por falecimento de seu pai, apesar dos esforços feitos para esse fim. Foi casada com Duarte Paim, neto paterno de Sir Thomas Allen Payne, da família Montagu, e secretário de D. Filipa de Lencastre. Antónia e seu marido são ancestrais dos Paim de Bruges e dos de Ornelas-Bruges Paim da Câmara.
2. ... Dias de Arce, que professou no mesmo convento onde sua mãe se recolhera.

Jácome de Bruges também teve dois filhos ilegítimos: Gabriel de Bruges (1446-1771), que faleceu antes do pai e que foi casado na ilha do Faial com a portuguesa D. Isabel Pereira Sarmento, e Pero de Gonçalves, galego, filho de Inês de Gonçalves, e do qual não sabe se mais nada.